# Treintismo
El treintismo fue una corriente ideológica y finalmente un movimiento propio, que se dio en la Confederación Nacional del Trabajo (CNT). Defendía la necesidad de una fase de preparación de unos años (no especificaban cuántos) antes del inicio de la revolución social. Además intentaban desmitificar el «mito revolucionario» proponiendo una revolución por la educación y el ejemplo. Su visión chocaba con otra tendencia más radical del sindicato representada por la corriente faísta (aunque la mayoría de sus partidarios no estuviesen vinculados a la Federación Anarquista Ibérica, FAI) partidaria de la revolución inmediata. 
Recibe su nombre de un documento llamado Manifiesto de los Treinta escrito en agosto de 1931. Llamados a veces posibilistas, moderados o reformistas, entre los treintistas estuvieron conocidos militantes anarquistas como Ángel Pestaña, Juan López Sánchez, Juan Peiró, Sebastián Clarà y Ricardo Fornells, entre otros.

## Inicios del treintismo
Durante los primeros meses de la Segunda República Española los militantes que defendían este tipo de tesis (con diferencias tácticas entre Juan López, Joan Peiró y el propio Pestaña) controlaban los comités superiores de la CNT, poco a poco se fue conformando un ataque directo a sus posturas por parte de los militantes anarquistas más radicalizados. En el verano de 1931 tiene lugar una intensa oleada de huelgas en toda España que supera con creces las expectativas de todos. Por tanto los sectores partidarios de una revolución inmediata acusaron a los comités superiores de pasividad, de reformismo, de burócratas y de no hacer lo suficiente para aprovechar la situación del país para iniciar un proceso revolucionario.
El 30 de agosto de 1931 un grupo de 30 militantes conocidos de CNT lanza el conocido Manifiesto de los Treinta.1 Se trataba de un documento bastante duro que acusa a sus críticos de demagogia y de falta de preparación para la revolución. Defienden la revolución, pero dicen que ésta debe ser un proceso bien preparado y no una prueba de voluntarismo individual.
Sin embargo, la oleada de huelgas arreció durante el otoño. Además coincidió con la apertura de nuevos conflictos sociales como algunas huelgas de alquileres o huelgas campesinas. El caso es que para agosto de 1931 CNT había atraído a cientos de miles de trabajadores. Solamente Cataluña tenía 307.449 afiliados en agosto2 . Por todo esto a finales de año los comités superiores y el diario Solidaridad Obrera cambiaron de manos y fueron progresivamente ocupados por distintos miembros de la Federación Anarquista Ibérica (FAI). En esta época el sector treintista responde creando un órgano de prensa, Cultura Libertaria, que será su portavoz.

## Influencia
Su ámbito de influencia será sobre todo a través de los Sindicatos de Oposición de CNT. Se trata de sindicatos que estaban en contra de la orientación insurreccional que había tomado la CNT una vez que militantes afectos a la línea más revolucionaria hubieron tomado el control de los comités superiores de CNT en el otoño de 1931. Entonces a partir de la Insurrección anarquista del Alto Llobregat, que los treintistas consideran una aventura suicida y mal planteada se produce una ruptura cuando los sindicatos de Sabadell se niegan a pagar la cuota pro-presos. De esta forma esta federación local es expulsada en el pleno de marzo de 1932, produciéndose numerosas adhesiones de solidaridad de otros sindicatos catalanes durante los meses siguientes. Todo esto se consolida unos meses más tarde y a primeros de 1933 se realizan plenos regionales en diversas regiones creándose los mencionados Sindicatos de Oposición.
Los sindicatos de Valencia, por su parte, se auto-excluyeron de la CNT levantina en el otoño de 1932, siendo seguidos por varias expulsiones y auto-expulsiones de otros sindicatos de la regional, así como de otros sindicatos de Madrid, Zaragoza, Sevilla o Granada. Los opositores dominaban la federación local de Valencia y también eran mayoritarios en los sindicatos cenetistas de Huelva, Sabadell, Mataró, Manresa, etc., dominando en general las comarcas del interior de Cataluña. 
Los treintistas también fueron conocidos como los «sindicatos de oposición», y nunca terminaron de conformar una central sindical propia, pero estarían coordinados mediante diversos plenos regionales y mediante la Federación Sindicalista Libertaria, que sería su brazo político. 
Serían readmitidos en el Congreso de Zaragoza de mayo de 1936, excepto los sindicatos de Sabadell y Manresa, que se negarían a reingresar en CNT y finalmente lo harían en la UGT catalana. Aportaron unos 60.000 afiliados a esta reunificación tras el Congreso.
Durante la guerra civil su tendencia siempre apostó por la colaboración con las demás fuerzas antifascistas. Cuando la CNT-FAI deciden participar en el gobierno de la República, esta corriente aportaría dos ministros (Juan López y Juan Peiró).

## Entidades políticas del treintismo
Hubo dos entidades políticas del treintismo. Por un lado el Partido Sindicalista de Ángel Pestaña. Fue fundado en 1934 ante la renuncia de Pestaña a la revolución social que veía como imposible. En 1936 el partido participa en el Frente Popular y logra dos diputados (en Cádiz y Zaragoza; Ángel Pestaña y Benito Pabón respectivamente), uno por el partido y el otro como independiente. Tenían unas juventudes propias llamadas Juventudes Sindicalistas. El partido se desarmó ya iniciada la guerra civil española afectado por la muerte de Ángel Pestaña en diciembre de 1937, teniendo aproximadamente 30.000 afiliados. 
Por otro lado estaba la Federación Sindicalista Libertaria formada por iniciativa de Juan Peiró y constituida el 25 de febrero de 1933. Pestaña permanecería en esta Federación y fue su secretario, hasta que marchó en enero de 1934 para fundar su partido. La FSL formó ateneos sindicalistas, tuvo prensa propia y formó parte de la Alianza Obrera.